# Pasja ruža
Pasja ruža (obični šipak, šipak divji, šipkova ruža; lat. Rosa canina) u narodu poznata i kao divlja ruža, grmolika je biljka iz roda Rosa i obitelji Rosaceae. Drugi nazivi pod kojima je poznata jesu divlji šipak, ščipak, šibek, šip, šipkovina, šipurika, šipurina, pasja drača, pasja roža.

## Opis biljke
Izraste u 2 do 3 metra razgranjeni i prema dolje obraslim bodljikama grm. Tanke se grane savijaju u luku, a listovi su naizmjenični i neparno perasti, sastavljeni od 5-7 jajastih, oštro nazubljenih listića. Cvate od svibnja do srpnja, u nižim predjelima cvate obično u proljeće, u višim kasnije. Cvjetovi se sastoje od 5 latica ružičastobijele boje ugodnog mirisa. Plodovi (šipak) su oko 1,5 cm jajasti i crvene ili crvenonarančaste boje, slatko-kiseli s velikim brojem tvrdih i uglastih dlačicama obraslih plodića koji se pogrešno nazvaju sjemenkama, a dozrijevaju većim dijelom od sredine rujna.

## Rasprostranjenost
Raste po sunčanim rubovima šuma, po živicama, na pašnjacima nizinskog i brdskog područja, među grmljem, uz ograde. Uspijeva i na kamenjarima, ali je u tom slučaju plod biljke znatno manji. Rasprostranjena je po cijeloj Europi i dijelu Azije gdje vlada umjerena klima.

## Ljekoviti dijelovi biljke
Latice cvijeta pasje ruže sabiru se u vrijeme cvatnje i dodaju jelima ili ukuhavaju sa šećerom. Od izraslina koje se katkad pojavljuju na granama izazvane ubodom šipkove ose šiškarice priprema se tinktura, a mladi listovi (koji su vrijedan izvor vitamina C) služe za pripremu čajeva.
Ovisno o staništu, već se od kolovoza sabiru mesnati plodovi pasje ruže prije nego potpuno sazriju, potamne i omekšaju, a najviše vitamina C ima u zrelom šipku koji još nije omekšao i počeo gubiti boju, a uz zeleno usplođe oraha predstavlja najbogatiji prirodni izvor tog vitamina. Sadržaj vitamina C kreće se od 350 do čak 2000 mg%, dok je sadržaj karotina između 5 i 8 mg%. Službena uporaba razlikuje plodove bez sjemena i sjemenke, a sami tvrdi plodići (sjemenke) mogu se rabiti kao začin ili također čaj vrlo ugodna mirisa. Plodovi se iskorištavaju za jelo, dodaju u salate, juhe, kompote, te se pripremaju čajevi, marmelade, pekmezi, šipkovo vino, šipkov liker.

## Sastav plodova
- pektin – 3,5 – 14 %;
- šećer – 24 % (18 % invertni);
- soli kalija – 23 mg;
- magnezij – 8 mg;
- molibden – 9000 mkg;
- mangan – 54 mg;
- fosfor – 8 mg;
- natrij – 5 mg;
- željezo – 11 mg;
- kalcij – 26 mg;
- flavonoidi – 2 – 4 %;
- tanini – 4,5 %;
- vitamin E – 3,8 mg;
- vitamin A – 815 mkg;
- vitamin B2 – 0,3 mg;
- karotin – 4,9 mg;
- askorbinska kiselina – 1200 – 1500 mg.[3]

Po drugom izvoru sastav je sljedeći: 8,9 % šećera, pektina 2,74 %, pentozana 2,18 %, taninskih i obojenih tvari 3,58 %. Vitamin C varira od 500 – 1077 mg.

## Poštanska marka
Hrvatska pošta je 5. lipnja 2004. godine u sklopu prigodnih poštanskih maraka posvećenih hrvatskoj flori, povodom Svjetskog dana zaštite okoliša u promet stavila niz od tri marke posvećene ljekovitom bilju. Nominalne vrijednosti maraka niza su 2,30, 2,80 i 3,50 kuna, a prikazuju pasju ružu, mirisnu ljubicu i paprenu metvicu.

## Hrvatski nazivi i autori
Baza podataka Flora Croatica navodi sljedeće nazive u povijesnoj literaturi:
- obični šipak, Grlić, Lj., 1984.
- pasja drača, Šulek, B., 1879.
- pasja ruža, Domac, R., 1994.
- rosa od plota, Šulek, B., 1879.
- ruža divja, Visiani, R., 1852.
- ruža divlja, Pahlow, M., 1989.
- ruža puštitasta, Schlosser, J.C.K.; Vukotinović, Lj., 1876.
- ružica plotna, Šulek, B., 1879.
- ružica, Šulek, B., 1879.
- srbiguzica, Šulek, B., 1879.
- svrbiguzica, Šulek, B., 1879.
- šip, Grlić, Lj., 1984.
- šipak divji, Šulek, B., 1879.
- šipak, Šulek, B., 1879 1256.
- šipčanica, Šulek, B., 1879.
- šipek, Šulek, B., 1879.
- šipkova ruža, Grlić, Lj., 1984.
- šipkovina, Šulek, B., 1879.
- šipurika, Visiani, R., 1852.